# Einband-Europameisterschaft 1951

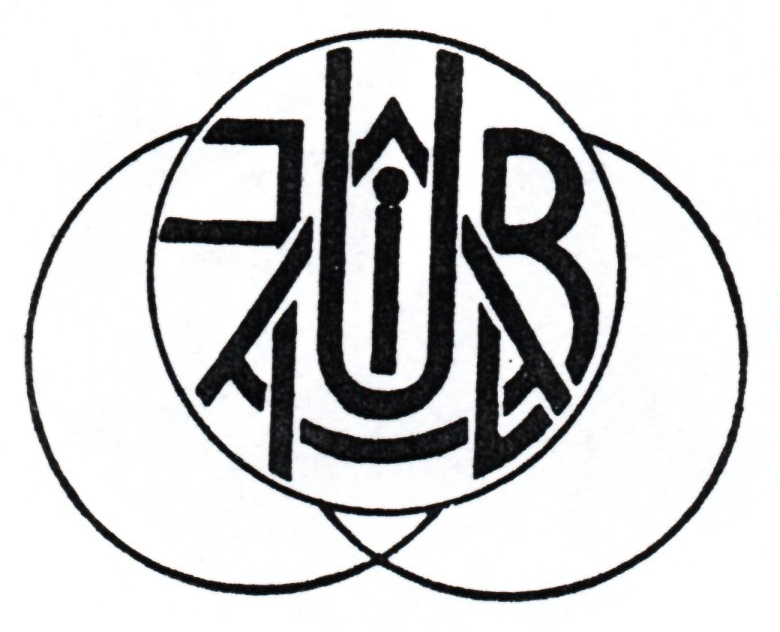
Logo UIFAB (ausrichtender Verband)

Veranstaltungsort: Barcelona

Die Einband-Europameisterschaft 1951 war das 2. Turnier in dieser Disziplin des Karambolagebillards und fand vom 2. bis zum 5. März 1951 in Barcelona statt. Es war die erste Einband-Europameisterschaft in Spanien.

## Geschichte
In Barcelona gewann der Belgier René Vingerhoedt seinen ersten Einband-Titel auf europäischer Ebene. Im letzten Spiel gegen Lokalmatador Joaquín Domingo reichte ihm ein Unentschieden zum Sieg. Domingo hätte gewinnen müssen, um den Titel zu erringen. Titelverteidiger Ernst Reicher wurde Dritter.

## Turniermodus
Hier wurde im Round Robin System bis 150 Punkte gespielt. Es wurde mit Nachstoß gespielt. Damit waren Unentschieden möglich.
Bei MP-Gleichstand (außer bei Punktgleichstand beim Sieger) wird in folgender Reihenfolge gewertet:
1. MP = Matchpunkte
2. GD = Generaldurchschnitt
3. HS = Höchstserie

## Abschlusstabelle
| MP    | Match Points (Sieger = 2; Unentschieden = 1; Verlierer = 0) |
| Pkte. | Erzielte Karambolagen                                       |
| Aufn. | Benötigte Versuche                                          |
| GD    | Generaldurchschnitt                                         |
| BED   | Bester Einzeldurchschnitt eines Spielers                    |
| HS    | Höchstserie                                                 |
|       | Bester GD des Turniers                                      |
|       | Bester ED des Turniers                                      |
|       | Beste HS des Turniers                                       |
|       | 1. Platz (Gold)                                             |
|       | 2. Platz (Silber)                                           |
|       | 3. Platz (Bronze)                                           |

| Platz                     | Name               | MP   | Pkte. | Aufn. | GD   | BED  | HS |
| ------------------------- | ------------------ | ---- | ----- | ----- | ---- | ---- | -- |
| 1                         | René Vingerhoedt   | 15:1 | 1200  | 317   | 3,78 | 4,68 | 39 |
| 2                         | Joaquín Domingo    | 13:3 | 1156  | 293   | 3,94 | 7,14 | 38 |
| 3                         | Ernst Reicher      | 12:4 | 1147  | 309   | 3,71 | 5,55 | 36 |
| 4                         | Alejandro Romero   | 10:6 | 1110  | 408   | 2,72 | 3,12 | 23 |
| 5                         | Alfredo Alhiho     | 8:8  | 1104  | 392   | 2,81 | 3,75 | 23 |
| 6                         | Jan Sweering       | 8:8  | 967   | 361   | 2,67 | 4,68 | 36 |
| 7                         | Paul Boutry        | 4:12 | 996   | 451   | 2,20 | 2,38 | 18 |
| 8                         | Heinrich Schwarzer | 2:14 | 739   | 371   | 1,99 | 2,72 | 17 |
| 9                         | Klaus Nussberger   | 0:16 | 726   | 364   | 1,99 | –    | 23 |
| Turnierdurchschnitt: 2,80 |                    |      |       |       |      |      |    |